# Cadel Evans Great Ocean Road Race Women 2018
La 4.ª edición de la clásica ciclista Cadel Evans Great Ocean Road Race Women fue una carrera en Australia que se celebró el 27 de enero de 2018 sobre un recorrido de 113 km.
La carrera hizo parte del Calendario UCI Femenino 2018, calendario ciclístico femenino dentro de la categoría UCI 1.1
La carrera fue ganada por la corredora australiana Chloe Hosking del equipo Alé Cipollini, en segundo lugar Gracie Elvin (Mitchelton Scott) y en tercer lugar Giorgia Bronzini (Cylance Pro Cycling).

## Recorrido
El recorrido es un poco similar al del Campeonato Mundial de Ciclismo en Ruta de 2010 realizado en Melbourne, sin embargo, el diseño del circuito fue realizado por el exciclista profesional Scott Sunderland, bajo la supervisión de Cadel Evans. La carrera inicia en los suburbios de Geelong's Waterfront,  luego el pelotón transcurre por los primeros 30 kilómetros llanos hasta llegar a la ciudad de Barwon Heads, lugar de nacimiento y residencia de Cadel Evans. Más adelante, la carrera se desplaza a través de la costa pacífica en donde el viento juega un factor determinante para los ciclista. A continuación, la carrera comienza a entrar en los bellos lugares de Torquay, un paraíso para los lugareños y un escape muy querido para los visitantes de todo el mundo. A través de la calle principal, la carrera se encuentra con la famosa Great Ocean Road donde las numerosas familias, nadadores y surfistas que se reúnen alrededor de las concurridas playas de Torquay harán una pausa para ver el colorido del pelotón rodar por esta famosa calle australiana. Finalmente, el pelotón se dirige a un circuito de 3 vueltas con varias cotas antes de llegar a meta, donde será la última oportunidad para un oportunista escaparse antes de alzar los brazos hasta meta en Geelong's Waterfront después de recorrer 164 kilómetros.

## Equipos participantes
Tomaron parte en la carrera 15 equipos: 11 de categoría UCI Women's Team; 3 de categoría nacional y la selección nacional de Australia y Nueva Zelanda. Los equipos participantes fueron:
| Equipos femeninos (11)- Mitchelton-Scott - Sunweb - Wiggle High5 - Trek-Drops - Alé Cipollini - Cylance - WaowDeals - Tibco-Silicon Valley Bank - Bepink - Virtu - Sho-Air Twenty20 Equipos nacionales (2)- Australia - Nueva Zelanda |
| |

## Clasificación final
- Las clasificaciones finalizaron de la siguiente forma:[4]

| \| Clasificación general \| Clasificación general \| Clasificación general \| Clasificación general \| Clasificación general \| \| Ciclista \| Ciclista \| Equipo \| Tiempo \| \| \| --------------------- \| --------------------- \| -------------------------- \| --------------------- \| --------------------- \| \| 1.ª \| Chloe Hosking \| Alé Cipollini \| 3 h 15 min 54 s \| \| \| 2.ª \| Gracie Elvin \| Mitchelton-Scott \| + 0 s \| \| \| 3.ª \| Giorgia Bronzini \| Cylance \| + 0 s \| \| \| 4.ª \| Audrey Cordon-Ragot \| Wiggle High5 \| + 0 s \| \| \| 5.ª \| Katarzyna Pawłowska \| Virtu Cycling Women \| + 0 s \| \| \| 6.ª \| Lauren Kitchen \| Australia \| + 0 s \| \| \| 7.ª \| Sharlotte Lucas \| \| + 0 s \| \| \| 8.ª \| Kate McIlroy \| Specialized women's racing \| + 0 s \| \| \| 9.ª \| Amy Cure \| Wiggle High5 \| + 0 s \| \| \| 10.ª \| Anouska Helena Koster \| WaowDeals \| + 0 s \| \| |                       |                            |                 |
| |                       |                            |                 |
| Fuente: ProCyclingStats |                       |                            |                 |
| Clasificación general |                       |                            |                 |
| Ciclista | Ciclista              | Equipo                     | Tiempo          |
| 1.ª | Chloe Hosking         | Alé Cipollini              | 3 h 15 min 54 s |
| 2.ª | Gracie Elvin          | Mitchelton-Scott           | + 0 s           |
| 3.ª | Giorgia Bronzini      | Cylance                    | + 0 s           |
| 4.ª | Audrey Cordon-Ragot   | Wiggle High5               | + 0 s           |
| 5.ª | Katarzyna Pawłowska   | Virtu Cycling Women        | + 0 s           |
| 6.ª | Lauren Kitchen        | Australia                  | + 0 s           |
| 7.ª | Sharlotte Lucas       |                            | + 0 s           |
| 8.ª | Kate McIlroy          | Specialized women's racing | + 0 s           |
| 9.ª | Amy Cure              | Wiggle High5               | + 0 s           |
| 10.ª | Anouska Helena Koster | WaowDeals                  | + 0 s           |